# Jim Collins
James Charles „Jim“ Collins (* 25. Januar 1958 in Aurora, Colorado) ist ein US-amerikanischer Managementexperte.

## Leben
Jim Collins studierte Mathematik an der Stanford University. An sein Studium hängte er einen MBA-Nachdiplomlehrgang an, gefolgt von 18 Monaten Beratertätigkeit bei McKinsey. Danach arbeitete er als Produktmanager für Hewlett-Packard.
Von 1988 bis 1995 lehrte Jim Collins als Professor für Entrepreneurship an der Stanford University, wo er von den Studierenden zum „outstanding teacher“ gewählt wurde. Allerdings stand er im Konflikt mit den Rahmenbedingungen der Universität. Deshalb gründete er 1995 in seinem ehemaligen Grundschulgebäude in Boulder (Colorado) ein Zentrum für Managementforschung, welches er bis heute erfolgreich führt.
So wurde aus dem Professor für Existenzgründung ein existenzgründender Professor. Heute ist er in verschiedenen Forschungsprojekten tätig, deren Ergebnisse er immer wieder auch in Buchform veröffentlicht. Aus zwei seiner Studien resultierten die Bücher Immer Erfolgreich (Englisch: Built to last) und Der Weg zu den Besten (Englisch: Good to great), die weltweiten Bestseller-Status erlangten. Deshalb wird er heute in den Vereinigten Staaten zu den bedeutendsten Vordenkern der Unternehmenswelt gezählt. Sein Wissen und seine Erfahrungen gibt er darüber hinaus auch in Managementseminaren weiter.
Auch privat interessiert sich Collins für Spitzenleistungen: Der international renommierte Managementexperte bezwingt in seiner Freizeit Berge. Um regelmäßig üben zu können, besitzt er eine Kletterwand in seinem Garten. Bereits in seiner Studienzeit gründete Collins eine Schule für Bergsteiger, um sein Studium finanzieren zu können.

Collins ist seit Ende 1980 mit der Siegerin des Ironman Hawaii von 1985, Joanne Ernst, verheiratet. Collins hatte Ernst, die ebenfalls an der Stanford University studierte, im Frühjahr desselben Jahres bei einer Laufveranstaltung über 8 Meilen kennen gelernt.

## Theorien
Jim Collins ist in der Management-Welt für folgende Prinzipien und Erkenntnisse bekannt.
In seinem ersten Buch Built to last beschreibt Collins, wie ein hervorragendes Unternehmen seine Performance über Jahre hinweg halten kann. Im zweiten Buch Good to great wurden Prinzipien erarbeitet, welche aus einer guten Unternehmung eine großartige machen könnten.

Igelprinzip

- Das Prinzip „Erst wer, dann was“ beschreibt, dass man in einer Unternehmung zuerst ein funktionierendes, starkes Team (Wer) mit den richtigen Mitarbeitern aufbauen muss, bevor sich dieses Team um die Strategie (Was) kümmert.
- Er fand heraus, dass alle erfolgreichen Unternehmen beim Start in eine neue Phase Manager mit „Level-5-Führungskompetenz“ in den Toppositionen hatten. „Level 5“ versinnbildlicht die höchste von fünf Ebenen zur Einstufung von Management-Qualitäten. Charakteristisch für einen Level-5-Manager sind: Bescheidenheit, Entschiedenheit, Zurückhaltung, Härte und keine Starallüren.

- Das „Igel-Prinzip“ besteht aus drei sich überschneidenden Kreisen/Fragen, die laut Collins ähnlich stark berücksichtigt und gewichtet werden müssen. Die Beantwortung der Fragen und die Durchsetzung des Konzepts sollte der Unternehmung einen langfristigen Erfolg gewähren. Ein für eine Unternehmung geeigneter Bereich sollte die Mitarbeiter begeistern, es sollte eine vernünftige Aussicht geben, dass das Unternehmen darin das Beste wird, und der Bereich sollte die Aussicht auf gute Gewinne bieten.

- Den Weg zur Spitze kann man nur schaffen, wenn man sich auf das Ziel konzentriert; dabei muss man „der Realität ins Auge blicken“. Das heißt, Entscheidungen sollten auf Erfahrungen, Daten und Fakten beruhen.

- Die „Unternehmensvision“ besteht darin, dass man an den Werten in der Unternehmung festhält, jedoch die Strategien und Ziele flexibel bleiben lässt.

- Der fünfstufige „Weg in die Schande“: Die erste Phase ist die aus dem Erfolg geborene Überheblichkeit, dann kommt die undisziplinierte Verfolgung des Mehr und die Verneinung von Risiko und Gefahr. Die vierte Phase ist Suche nach Erlösung und zuletzt kommt Kapitulation in die Irrelevanz und der Tod. Erstmals war der fünfstufige Weg in die Schande in aller Munde, als im Januar 2010 der Autohersteller Toyota massive Konstruktions- und Produktionsmängel bei mehreren Serien einräumen musste. Der Enkel des Firmengründers hatte bereits Monate vor Bekanntwerden der Mängel in einer Aufsehen erregenden Rede die Mitarbeiter des Managements vehement kritisiert und dargelegt, dass sich Toyota kurz vor der vierten Stufe auf dem „Weg in die Schande“ befinde.

## Veröffentlichungen
- mit William C. Lazier: Managing the Small to Mid-Sized Company. Concepts and Cases Homewood. Irwin Professional Publishing, Chicago 1995, ISBN 0-256-14280-7.
- Der Weg zu den Besten. Die sieben Management-Prinzipien für dauerhaften Unternehmenserfolg. dtv, München 2003, ISBN 3-423-34039-8. (Campus, Frankfurt am Main 2011, ISBN 978-3-593-38648-5)
- mit Jerry I. Porras: Immer erfolgreich. Die Strategien der Top-Unternehmen. dtv, München 2005, ISBN 3-423-34209-9.
- How the mighty fall. And why some companies never give in. Random House Business Books, London 2009, ISBN 978-1-84794-042-1.